# Cristoforo Moro
Cristoforo Moro, född 1390, död 1471, var en venetiansk doge. Han var regerande doge av Venedig 1462–1471.